# Referendum in Mazedonien 2018
Am 30. September 2018 fand in Mazedonien ein konsultatives Referendum (eine Volksbefragung) statt, bei dem die Stimmberechtigten befragt wurden, ob sie für eine Mitgliedschaft in der Europäischen Union und NATO unter Annahme des am 17. Juni unterzeichneten Abkommens (das eine Umbenennung in „Republik Nordmazedonien“ vorsah) zwischen den Außenministern Griechenlands und Mazedoniens seien. Die Abstimmung war konsultativ und nicht bindend, weil die für die Umbenennung notwendige Verfassungsänderung nur vom Parlament verabschiedet werden konnte. Die große Mehrheit der Teilnehmer stimmte zwar für die Namensänderung; da die Wahlbeteiligung jedoch nur 36,91 % betrug, war das Referendum formell nicht gültig.
Mit einer Zweidrittelmehrheit im Parlament stimmte die Abgeordneten der Regierungsmehrheit unter Ministerpräsident Zoran Zaev (SDSM) am 19. Oktober 2018 für eine Verfassungsänderung und der Änderung des Staatsnamens in Nordmazedonien.

## Vorgeschichte

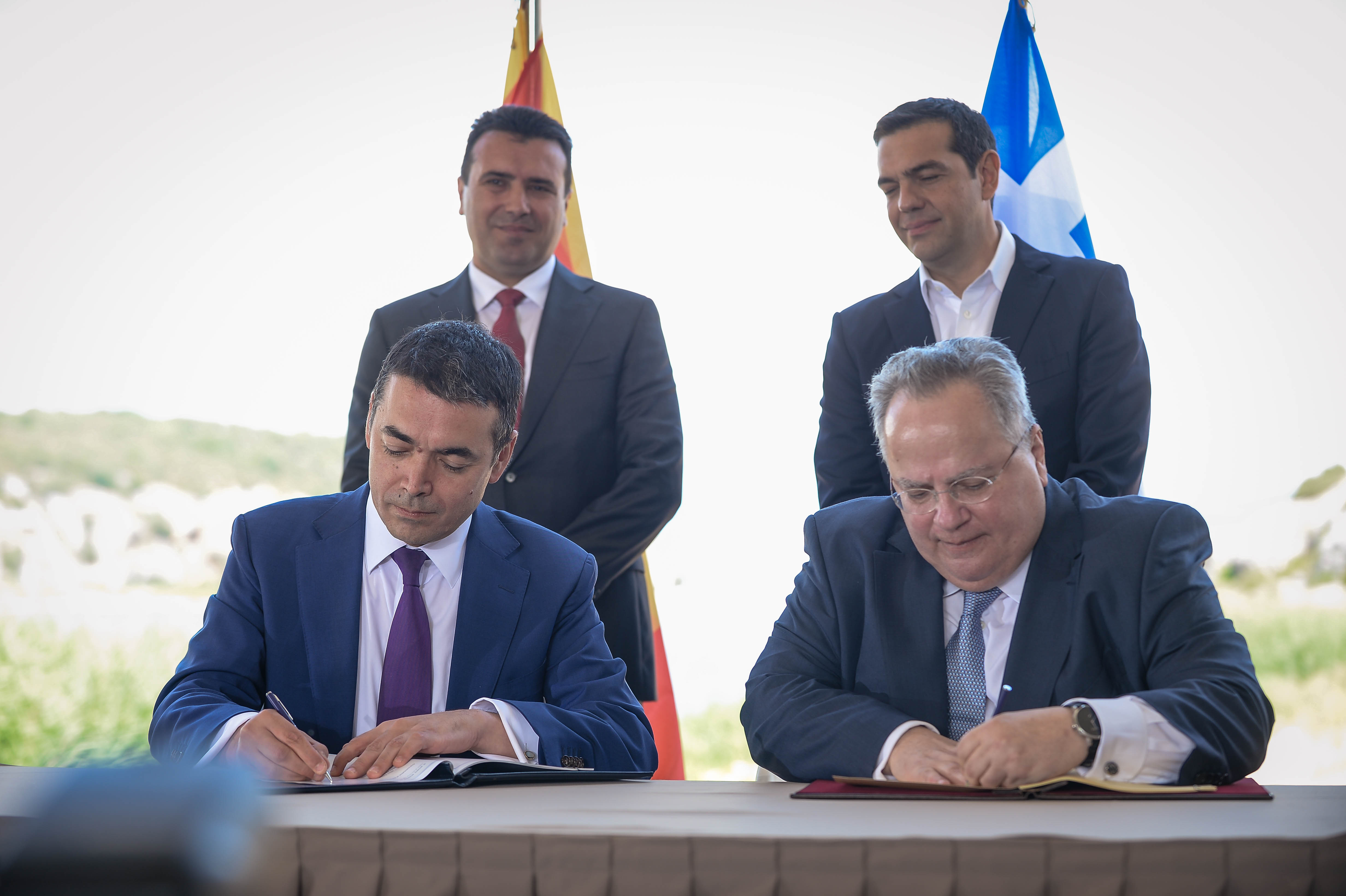
Unterzeichnung des griechisch-mazedonischen Abkommens am 17. Juni 2018

Die Republik Mazedonien war eine der Nachfolgerepubliken des früheren Jugoslawien. Nach dem Zerfall der Sowjetunion in den Jahren 1989–1991 lebten auch die lange unterdrückten Autonomiebestrebungen im Vielvölkerstaat Jugoslawien auf. Letztlich erklärten alle Teilrepubliken des Bundesstaats Jugoslawien nach und nach ihre Unabhängigkeit, darunter auch Mazedonien am 8. September 1991 nach einem Referendum, bei dem sich die Bewohner der jugoslawischen Teilrepublik mit 91 Prozent Stimmenmehrheit für die Unabhängigkeit aussprachen. Als Staatsnamen wählte sich die neue Republik den Namen Republik Mazedonien (mazedonisch Република Македонија). Dieser stieß jedoch von Anfang an auf Widerstand beim südlichen Nachbarn Griechenland, der den Namen „Mazedonien“ für die nordgriechische Region Makedonien (griechisch Μακεδονία) reserviert haben wollte, und der der Republik Mazedonien unterstellte, implizit Gebietsansprüche auf griechisches Gebiet zu erheben. Bei diesem Namensstreit griffen beide Seiten tief in die Geschichte zurück und erhoben jeweils den Anspruch, in der historischen Nachfolge des antiken Makedonien zu stehen. Beispielsweise benannte Mazedonien den Flughafen in der Hauptstadt Skopje zeitweilig nach Alexander dem Großen.
Für die Republik Mazedonien wirkte sich der Namensstreit außenpolitisch sehr nachteilig aus, da das EU- und NATO-Mitglied Griechenland mit seinem Veto jegliche Annäherungsversuche Mazedoniens an die EU blockierte. Während beispielsweise der Nachbarstaat Bulgarien 2004 der NATO und 2007 im Rahmen der Südosterweiterung der Europäischen Union der EU beitrat, machten die Bestrebungen Mazedoniens in diese Richtung keine Fortschritte.
Nach langjährigen Verhandlungen kam es am 12. Juni 2018 zu einem Abkommen zwischen den Regierungschefs beider Länder, Zoran Zaev und Alexis Tsipras, nach dem die Republik Mazedonien ihren bisherigen Staatsnamen in Република Северна Македонија/Republika Severna Makedonija (deutsch Republik Nordmazedonien) ändern soll. Im Gegenzug sicherte die griechische Regierung zu, dass Griechenland die Bestrebungen Mazedoniens zur Aufnahme in EU und NATO nicht weiter blockieren werde. Die mazedonische Regierung kündigte die Abhaltung eines Referendums über die Namensänderung an. Die EU-Beitrittsverhandlungen Mazedoniens könnten dann nach einer offiziellen EU-Stellungnahme parallel zu denen mit Albanien im Juni 2019 aufgenommen werden.

## Auseinandersetzungen in Mazedonien vor dem Referendum

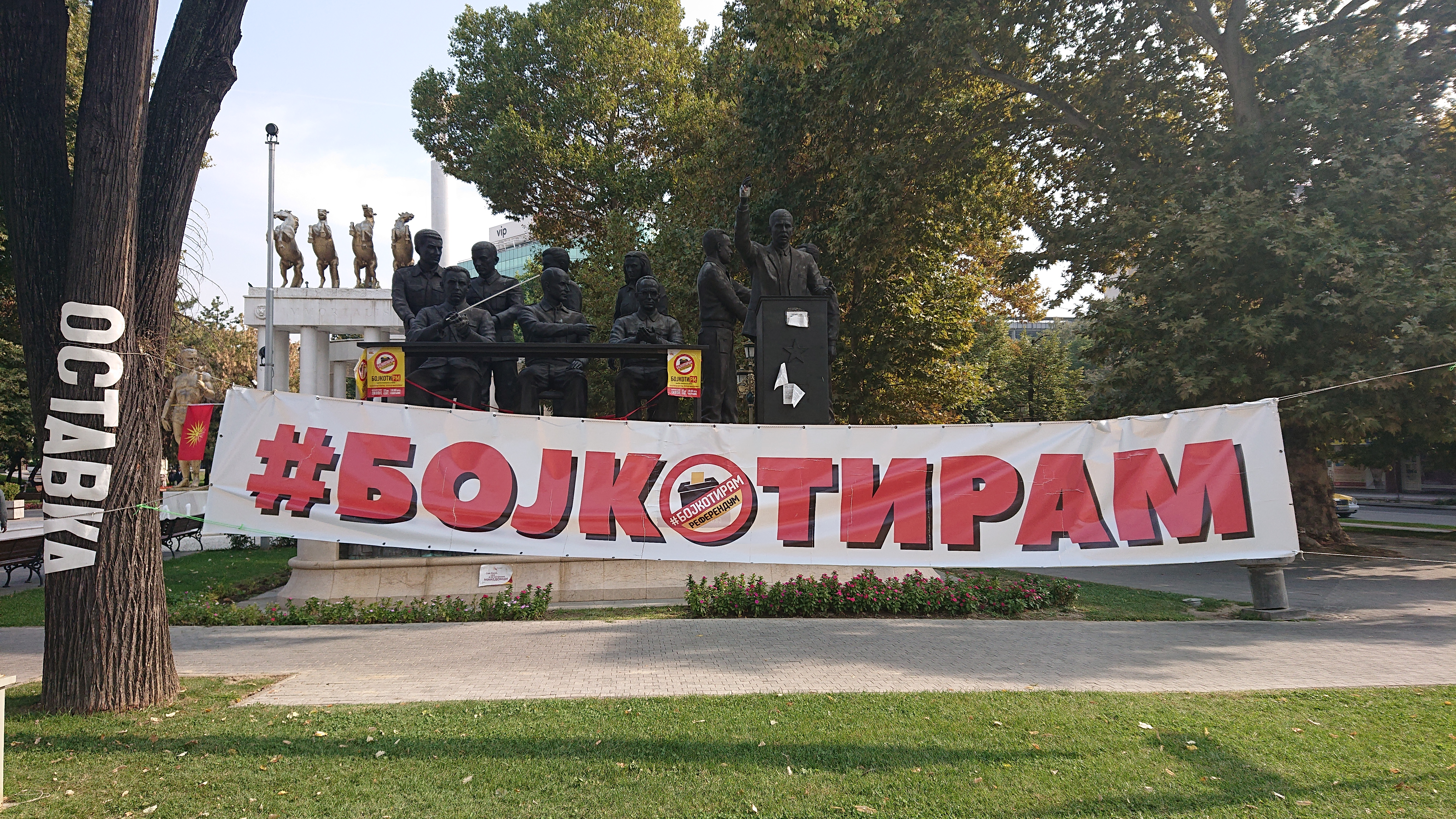
Transparente und Plakate der Boykottbewegung Bojkotiram gegenüber dem Parlament der Republik Mazedonien in Skopje, drei Tage nach dem Referendum

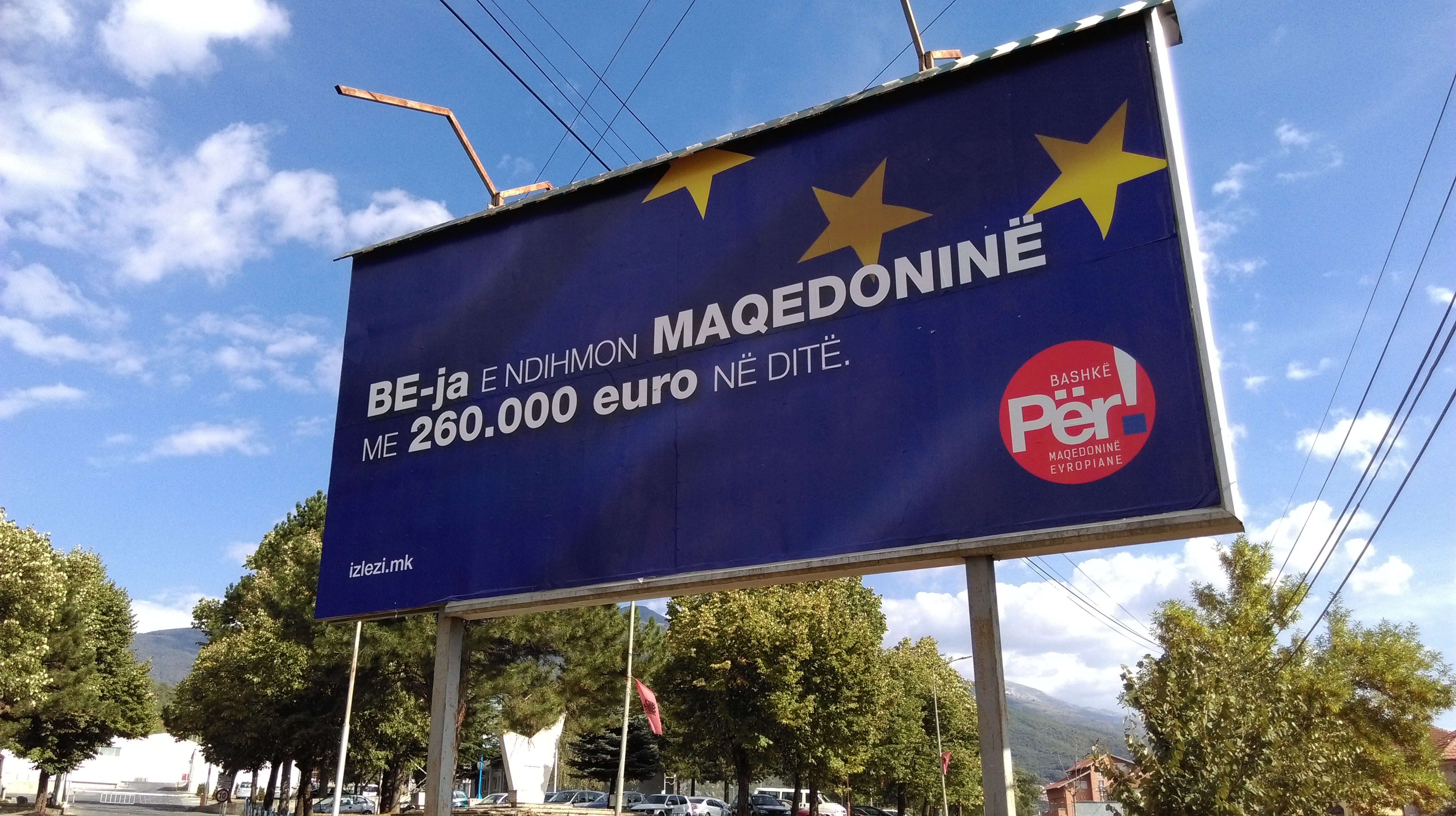
Plakat für das Referendum in albanischer Sprache in Debar mit dem Text „Die EU hilft Mazedonien mit 260.000 Euro pro Tag. Zusammen für ein europäisches Mazedonien“.

Am 20. Juni 2018 ratifizierte das mazedonische Parlament das Abkommen zur Namensänderung. Die Abstimmung wurde durch 51 Oppositionsabgeordnete im 120 Mitglieder zählenden Parlament boykottiert. Am 26. Juni 2018 erklärte der der Opposition nahestehende  mazedonische Präsident Gjorge Ivanov, dass er das Abkommen nicht unterzeichnen werde und bezeichnete die Übereinkunft als einen „kriminellen Akt gegen die Verfassung“. Dem Präsidentenveto wurde kein großes politisches Gewicht eingeräumt, da es nach der Verfassung durch das Parlament mit einfacher Stimmenmehrheit aufgehoben werden konnte. Ein Regierungssprecher erklärte, dass die Weigerung des Präsidenten erwartet worden sei, und Ministerpräsident Zaev drohte dem Präsidenten aufgrund seiner Blockadehaltung mit der Einleitung eines Amtsenthebungsverfahrens. Am 5. Juli 2018 ratifizierte das mazedonische Parlament mit 69 der 120 Abgeordneten zum zweiten Mal das von Zaev und Tsipras unterzeichnete Abkommen und überstimmte damit das Präsidentenveto. Die Abgeordneten der oppositionellen VMRO-DPMNE nahmen nicht an der Abstimmung teil und ein Abgeordneter enthielt sich der Stimme.
Die oppositionelle VMRO DPMNE versuchte, das Referendum auf verschiedene Weise zu blockieren, bzw. knüpfte ihre Zustimmung an Bedingungen. Von Seiten der Regierungsparteien wurde gemutmaßt, dass die Opposition von der Regierung eine Amnestie der Rädelsführer des Angriffs auf das Parlament bei den Unruhen am 27. April 2017 erreichen wolle. Damals waren mehr als 100 Personen verletzt worden, unter ihnen viele Journalisten, Parlamentarier und auch der jetzige Ministerpräsident Zaev. Unter den damaligen Randalierern hatten sich viele VMRO DPMNE-Anhänger befunden. Die Regierung bemühte sich um Gespräche mit der Opposition, um deren Blockadehaltung aufzulösen, was nach schwierigen Verhandlungen dazu führte, dass die Opposition letztlich der Abhaltung des Referendums zustimmte.

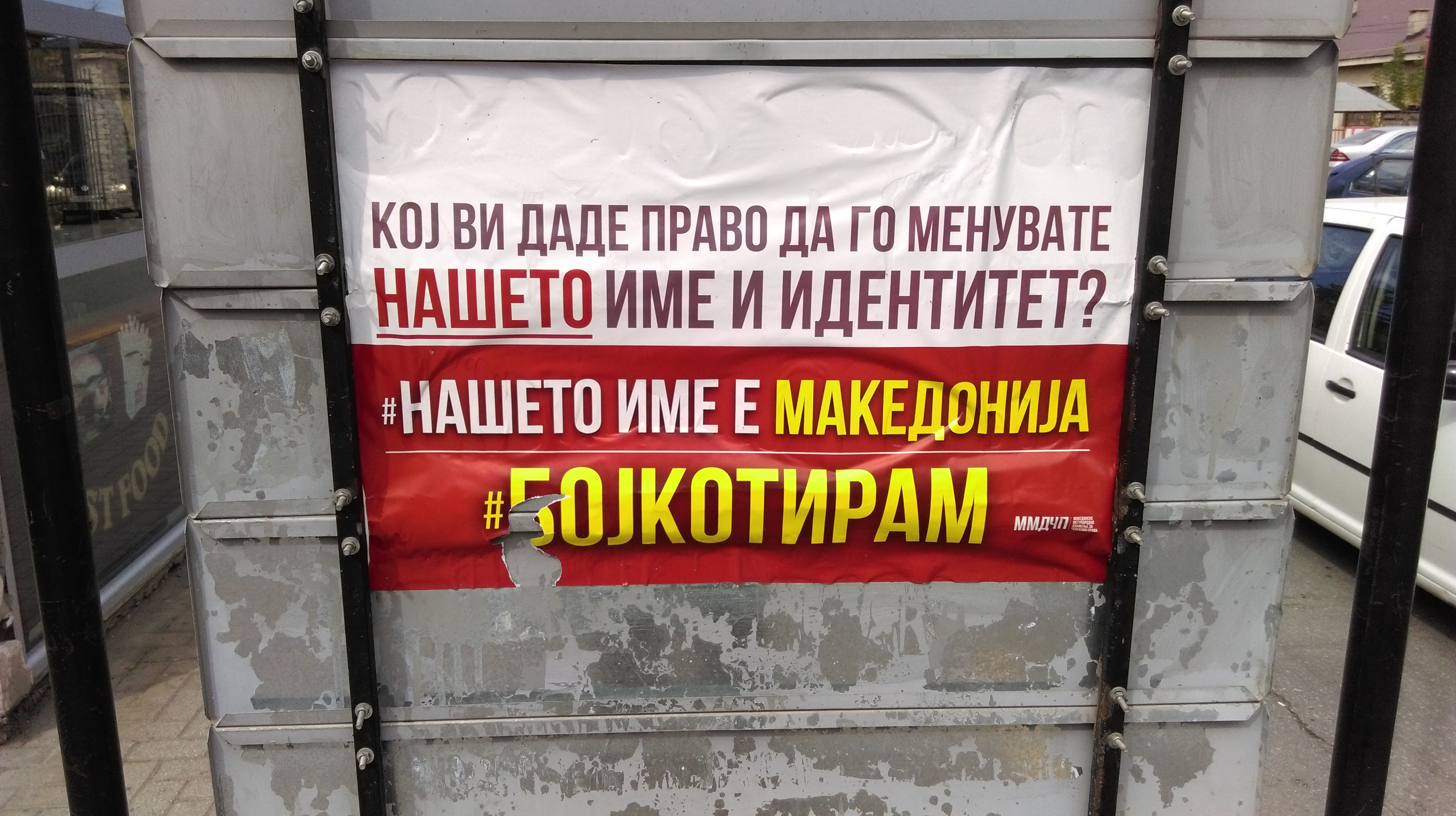
Plakat zum Boykottaufruf des Referendums in Struga mit dem Text "Wer gab Euch das Recht unseren Namen und unsere Identität zu ändern? #Unser Name ist Mazedonien #Ich boykottiere

Im Wahlkampf vor dem Referendum warb Ministerpräsident Zaev für die Zustimmung. Mit dem Abkommen hätte Mazedonien „einen weiteren Freund und strategischen Partner [Griechenland] gewonnen“ und damit seien auch „die Tore zu EU und NATO geöffnet“ worden. Der Parteiführer der konservativen Opposition Hristijan Mickoski forderte die Bürger auf nach ihrer eigenen Überzeugung zu handeln bzw. abzustimmen oder nicht, womit seine Partei keine klare Position bezog. Am Tag des Referendums ließ Mickoski verlauten, dass er nicht abstimmen werde. Letztlich legte die Opposition ihren Anhängern eine Wahlenthaltung nahe, ohne offen zum Wahlboykott aufzurufen.
In den Wochen vor dem Referendumstermin besuchten zahlreiche westliche Politiker Mazedonien, um ihre Unterstützung für ein Ja-Votum beim Referendum auszudrücken. Darunter befanden sich die EU-Außenbeauftragte Federica Mogherini, NATO-Generalsekretär Jens Stoltenberg, der österreichische Bundeskanzler Sebastian Kurz und die deutsche Bundeskanzlerin Angela Merkel.
Das Wahlgesetz sah vor, dass die Wahlunterlagen in Gemeinden mit mehr als 20 Prozent albanischsprachiger Bevölkerung auch in albanischer Sprache zur Verfügung gestellt werden sollen.

## Frage des Referendums
Die im Referendum gestellte Frage lautete:

„Дали сте за членство во ЕУ и НАТО со прифаќање на Договорот помеѓу Република Македонија и Република Грција?“

„Sind Sie für die Mitgliedschaft in der EU und der NATO, indem Sie dem Abkommen zwischen der Republik Mazedonien und der Republik Griechenland zustimmen?“

## Wahlbeteiligung
Als ein wesentliches Problem wurde schon vor der Abstimmung eine möglicherweise zu geringe Wahlbeteiligung gesehen, da für die Gültigkeit des Referendums eine Wahlbeteiligung von über 50 % erforderlich war. Auch bei einem positiven Ausgang des Referendums musste das Parlament noch mit Zweidrittelmehrheit die erforderliche Verfassungsänderung für die Namensänderung gutheißen. Im Fall einer mehrheitlichen Ablehnung oder einer zu geringen Wahlbeteiligung, konnte frühestens in zwei Jahren eine erneute Abstimmung durchgeführt werden. Die Wahllokale hatten von 7–19 Uhr geöffnet.
| 9:00 Uhr | 11:00 Uhr | 13:00 Uhr | 15:00 Uhr | 17:00 Uhr | 18:30 Uhr | 19:00 Uhr |
| -------- | --------- | --------- | --------- | --------- | --------- | --------- |
| 2,56 %   | 8,10 %    | 15,64 %   | 22,65 %   | 28,95 %   | 34,76 %   | 36,91 %   |

## Ergebnis

Ergebnis der Abstimmung nach Opštini (Prozentsatz an „Ja“-Stimmen)

Wahlbeteiligung nach Opštini

Die große Mehrheit der Abstimmenden stimmte für die Annahme des Vertragswerkes, jedoch betrug die Wahlbeteiligung nur 36,91 %, womit das Referendum aus formalen Gründen nicht erfolgreich war.
|                       | Zahl      | Prozent  |
| --------------------- | --------- | -------- |
| Registrierte Wähler   | 1.806.336 | 100,00 % |
| Abstimmende           | 666.743   | 36,91 %  |
| Ungültige Stimmzettel | 19.221    | 2,88 %   |
| Gültige Stimmen       | 647.513   | 97,12 %  |
| Ja-Stimmen            | 609.813   | 94,18 %  |
| Nein-Stimmen          | 37.700    | 5,82 %   |